# Kvenneberga landskommun
Kvenneberga landskommun var en tidigare kommun i Kronobergs län.

## Administrativ historik
Kommunen bildades i Kvenneberga socken i Allbo härad i Småland då 1862 års kommunalförordningar trädde i kraft. 
I samband med kommunreformen 1952 inkorporerade den i Hjortsberga landskommun. Denna kommunbildning klarade inte tiden fram till nästa indelningsreform, utan gick redan 1963 upp i Alvesta köping som 1971 ombildades till Alvesta kommun.